# Svupper
En svupper er et værktøj, som man bruger til at rense stoppede afløb med.

## Opbygning
Svupperen består af en gummisugekop monteret for enden af et træskaft.

## Virkemåde
Den virker ved, at man placerer svupperen over vaskens afløbshul og presser træskaftet nedad, herved tømmer man sugekoppen for luft. Herefter trækker man i træskaftet, således at der under sugekoppen opstår et undertryk, der suger den i afløbet siddende prop ud. Det vil ofte være nødvendigt at gentage operationen et antal gange, for at sikre at proppen er helt opløst. Svupperen virker bedst, hvis overfladen, som bunden af sugekoppen hviler på er våd, idet dette medvirker til at forsegle forbindelsen mellem de to dele.

## Historie
Værktøjet har i Danmark været kendt siden 1963.

## Anden brug

### Toiletrens
Svupperen kan også bruges i forbindelse med tilstoppede toiletter. 
Dette kan dog kun anbefales hvis der er en separat svupper til dette, da der ellers er en stor hygiejne risiko.
Virkemåden er den samme som nævnt ovenfor.

### Barnefødsler
En i princippet helt normal svupper, bruges også til fødselshjælp. Sugekoppen placeres på barnets hoved og det er hermed muligt at trække barnet ud, idet svupperen sidder fast på barnets hoved ved det opståede undertryk.